# Aït Melloul

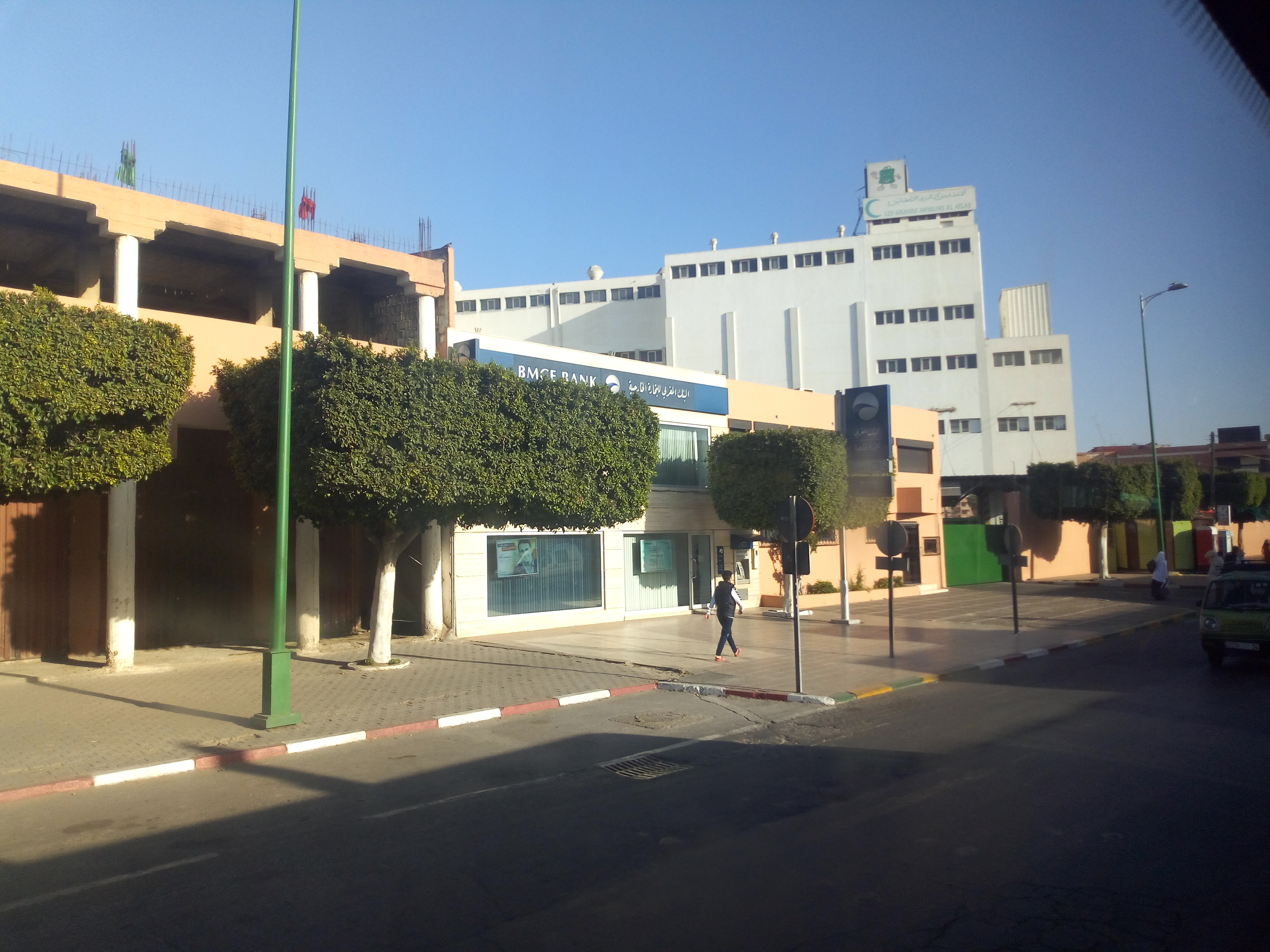
Aït Melloul.

Aït Melloul är en stad i Marocko och är belägen i prefekturen Inezgane-Aït Melloul som är en del av regionen Souss-Massa. Staden ingår i Agadirs storstadsområde och hade 171 847 invånare vid folkräkningen 2014.